# Патасос
Патасос (устар. Пата-Сос) — река в России, протекает по Берёзовскому району Ханты-Мансийского автономного округа. Длина реки составляет 35 км.
Начинается среди елово-соснового леса к северо-востоку от болота Яныменквъя-Таляхянкалма. От истока течёт через лес в восточном направлении, параллельно рекам Яныг-Менквъятоин и Яныменквъя. В среднем течении входит в область болот и меняет направление течения на северное, протекая по заболоченному сосновому лесу. Устье реки находится в 463 км по левому берегу реки Северная Сосьва на высоте 16,8 метра над уровнем моря, к северо-западу от избы Сарадыпауль.

## Притоки
Объекты перечислены по порядку от устья к истоку.
- 13 км: Янкалмапатая[6] (лв)
- 16 км: Мань-Патасос[6] (лв)

## Данные водного реестра
По данным государственного водного реестра России относится к Нижнеобскому бассейновому округу, водохозяйственный участок реки — Северная Сосьва, речной подбассейн реки — Северная Сосьва. Речной бассейн реки — (Нижняя) Обь от впадения Иртыша.
Код объекта в государственном водном реестре — 15020200112115300025038.